# Occidentosphena
Occidentosphena is een geslacht van rechtvleugeligen uit de familie Pyrgomorphidae. De wetenschappelijke naam van dit geslacht is voor het eerst geldig gepubliceerd in 1956 door Kevan.

## Soorten
Het geslacht Occidentosphena omvat de volgende soorten:
- Occidentosphena ruandensis Rehn, 1914
- Occidentosphena uvarovi Rehn, 1942